# Oratorio di San Tommaso Apostolo
L'oratorio di San Tomaso apostolo è un luogo di culto cattolico situato nella zona di Sanda nel comune di Celle Ligure, in provincia di Savona.

## Storia e descrizione
L'edificio si presenta a navata unica e presbiterio quadrato, con facciata a capanna illuminata da un rosone quadrilobato. Sorge a pochi metri dalla parrocchiale di San Giorgio. 
Conserva all'interno un gruppo ligneo di San Giorgio che trafigge il drago di scuola genovese del 1679 e un altro simile del 1865, opera di Antonio Brilla. Vi sono inoltre due crocifissi processionali, il primo del 1726 (di solito però conservato in chiesa) e il secondo del tardo XIX secolo. Alle pareti sono presenti diverse tele del XVIII secolo.